# Roberto Vizzini
Roberto Vizzini (* 25. Juni 1990) ist ein ehemaliger Schweizer Unihockeyspieler.

## Karriere

### Verein
Vizzini begann seine Karriere beim UHC Uster. 2007 wurde er zum ersten Mal für die erste Mannschaft des UHC Uster eingesetzt. Insgesamt absolvierte er 2007/08 zehn Spiele für Uster und erzielte dabei vier Scorerpunkte. Er entwickelte sich rasch zum Stammspieler in der ersten Mannschaft. 2011/12 und 2012/13 erzielte er mehr als 20 Scorerpunkte.
Nach der Saison 2012/13 gab der Grasshopper Club Zürich den Transfer des Stürmers bekannt. Bereits in seiner ersten Saison gelangen ihm 30 Scorerpunkte für die Zürcher. In der zweiten Saison konnte er nicht an die Leistungen aus der Vorsaison anknüpfen. In der Meistersaison 2015/16 konnte er wieder überzeugen und erzielte insgesamt 12 Tore und 15 Assists. Im Superfinal erzielte er gegen Floorball Köniz drei Treffer. Am 19. Mai 2016 gab GC bekannt, dass der Vertrag mit dem Stürmer um zwei weitere Jahre verlängert wurde. Beim Cupsieg 2017 stand er aufgrund einer Verletzung nicht im Kader der Grasshoppers.
2019 beendete Vizzini seine Karriere.

### Nationalmannschaft
2007 debütierte Vizzini für die U19-Unihockeynationalmannschaft am 4-Länder-Turnier in Zuchwil. Im ersten Spiel gegen Lettland gelang ihm in der 57. Minute das 7:1 für die Schweiz. In den restlichen drei Spielen wurde er ebenfalls eingesetzt, erzielte aber keinen weiteren Treffer.

## Erfolge
- Schweizer Cup Sieger: 2014, 2017
- Schweizer Meister: 2016